# 日本人チンライ
『日本人チンライ』 は、1957年11月10日～1958年2月23日まで、NHKテレビ（現：NHK総合テレビ）で放送された日本の人形劇（全16回）。

## 概要
人形劇シリーズ『マリオネット』の第9作目。

## 放送リスト
| 話数   | 放送日         | タイトル       |
| ------ | -------------- | -------------- |
| 1      | 1957年11月10日 |                |
| 2      | 1957年11月17日 |                |
| 3      | 1957年11月24日 |                |
| 4      | 1957年12月1日  |                |
| 5      | 1957年12月8日  |                |
| 6      | 1957年12月15日 |                |
| 7      | 1957年12月22日 |                |
| 8      | 1957年12月29日 |                |
| 9      | 1958年1月5日   |                |
| 10     | 1958年1月12日  |                |
| 11     | 1958年1月19日  |                |
| 12     | 1958年1月26日  |                |
| 13     | 1958年2月2日   |                |
| 14     | 1958年2月9日   |                |
| 15     | 1958年2月16日  | 火の山         |
| 最終回 | 1958年2月23日  | アラビアのバラ |